# Bond girl
Bond girl là một nhân vật (hoặc nữ diễn viên thể hiện nhân vật đó) là người tình của James Bond trong tiểu thuyết, phim hoặc video game. Các Bond girl thường có tên mang tính đa nghĩa hoặc chơi chữ, như: Pussy Galore, Plenty O'Toole, Xenia Onatopp, hay Holly Goodhead, và được đánh giá là "biểu tượng phổ biến của sự quyến rũ và tinh tế"
Không có quy định nào thiết lập cho loại người mà Bond Girl thuộc về hay vai trò của họ trong cốt truyện. Cô ta có thể là đồng minh hoặc kẻ thù của Bond, đóng vai trò quan trọng trong nhiệm vụ hay chỉ gặp qua đường. Có những nhân vật nữ như vai M của Judi Dench, vốn không phải đối tượng tình cảm của Bond, do đó cũng không hẳn là Bond girl. Tuy nhiên cũng có tranh cãi cho rằng vai trò chủ đạo của M trong Skyfall có thể đủ chuẩn cho M thành "Cô Bond" hoặc đúng hơn là "Bà Bond". Điều này mở rộng cho cả Moneypenny trong Skyfall, vốn tái giới thiệu nhân vật này gần với một vai Bond girl hơn các tính chất của nhân vật này trước đó.

## Danh sách Bond girl

### của Ian Fleming
| Tiểu tuyết (ngày phát hành)                      | Bond girl                                                          |
| ------------------------------------------------ | ------------------------------------------------------------------ |
| Casino Royale (1953)                             | Vesper Lynd                                                        |
| Live and Let Die (1954)                          | Solitaire                                                          |
| Moonraker (1955)                                 | Gala Brand                                                         |
| Diamonds Are Forever (1956)                      | Tiffany Case                                                       |
| From Russia, with Love (1957)                    | Tatiana Romanova                                                   |
| Dr. No (1958)                                    | Honey Rider                                                        |
| Goldfinger (1959)                                | Pussy Galore Jill Masterson Tilly Masterson                        |
| "From a View to a Kill" (1960)                   | Mary Ann Russell                                                   |
| "For Your Eyes Only" (1960)                      | Judy Havelock                                                      |
| "Quantum of Solace" (1960)                       |                                                                    |
| "Risico" (1960)                                  | Lisl Baum                                                          |
| "The Hildebrand Rarity" (1960)                   | Liz Krest                                                          |
| Thunderball (1961)                               | Dominetta "Domino" Vitali Patricia Fearing                         |
| The Spy Who Loved Me (1962)                      | Vivienne Michel                                                    |
| On Her Majesty's Secret Service (1963)           | Teresa di Vicenzo Ruby Windsor                                     |
| You Only Live Twice (1964)                       | Kissy Suzuki (nhân vật chính) Mariko Ichiban và một cô gái vô danh |
| The Man with the Golden Gun (1965, sau ngày mất) | Mary Goodnight                                                     |
| "The Living Daylights" (1966, sau ngày mất)      | Trigger                                                            |
| "The Property of a Lady" (1966, sau ngày mất)    | Maria Freudenstein                                                 |
| "Octopussy" (1966, sau ngày mất)                 |                                                                    |
| "007 in New York" (1966, sau ngày mất)           | Solange                                                            |

### Tiểu thuyết hậu-Fleming
| Tiểu thuyết (ngày phát hành)       | Tác giả                                | Bond girl                                      |
| ---------------------------------- | -------------------------------------- | ---------------------------------------------- |
| Colonel Sun (1968)                 | Kingsley Amis, dưới tên Robert Markham | Ariadne Alexandrou                             |
| Licence Renewed (1981)             | John Gardner                           | Lavender Peacock                               |
| For Special Services (1982)        | John Gardner                           | Cedar Leiter, Nena Bismaquer                   |
| Icebreaker (1983)                  | John Gardner                           | Paula Vacker, Rivke Ingber                     |
| Role of Honour (1984)              | John Gardner                           | Persephone "Percy" Proud                       |
| Nobody Lives for Ever (1986)       | John Gardner                           | Sukie Tempesta                                 |
| No Deals, Mr. Bond (1987)          | John Gardner                           | Ebbie Heritage                                 |
| Scorpius (1988)                    | John Gardner                           | Harriett Horner                                |
| Win, Lose or Die (1989)            | John Gardner                           | Clover Pennington, Beatrice Maria da Ricci     |
| Brokenclaw (1990)                  | John Gardner                           | Sue Chi-Ho                                     |
| The Man from Barbarossa (1991)     | John Gardner                           | Stephanie Adoré, Nina Bibikova                 |
| Death is Forever (1992)            | John Gardner                           | Elizabeth "Easy" St. John                      |
| Never Send Flowers (1993)          | John Gardner                           | Fredericka "Flicka" von Grüsse                 |
| SeaFire (1994)                     | John Gardner                           | Fredericka "Flicka" von Grüsse                 |
| COLD (1996)                        | John Gardner                           | Sukie Tempesta, Beatrice Maria da Ricci        |
| "Blast From the Past" (1997)       | Raymond Benson                         |                                                |
| Zero Minus Ten (1997)              | Raymond Benson                         | Sunni Pei                                      |
| The Facts of Death (1998)          | Raymond Benson                         | Niki Mirakos, Hera Volopoulos                  |
| "Midsummer Night's Doom" (1999)    | Raymond Benson                         | Lisa Dergan                                    |
| High Time to Kill (1999)           | Raymond Benson                         | Helena Marksbury, Hope Kendal                  |
| "Live at Five" (1999)              | Raymond Benson                         | Janet Davies                                   |
| DoubleShot (2000)                  | Raymond Benson                         | Kimberly Feare, Heidi Taunt, Hedi Taunt        |
| Never Dream of Dying (2001)        | Raymond Benson                         | Tylyn Mignonne                                 |
| The Man with the Red Tattoo (2002) | Raymond Benson                         | Reiko Tamura                                   |
| Devil May Care (2008)              | Sebastian Faulks                       | Scarlett Papava                                |
| Carte Blanche (2011)               | Jeffery Deaver                         | Felicity Willing, Ophelia "Philly" Maidenstone |
| Solo (2013)                        | William Boyd                           | Bryce Fitzjohn, Efua Blessing Ogilvy-Grant     |

### phim của Eon Productions
| Phim                            | Bond girl                                                                    | Diễn viên                                                                           |
| ------------------------------- | ---------------------------------------------------------------------------- | ----------------------------------------------------------------------------------- |
| Dr. No                          | Honey Ryder Sylvia Trench Miss Taro                                          | Ursula Andress Eunice Gayson Zena Marshall                                          |
| From Russia with Love           | Tatiana Romanova Sylvia Trench Zora Vida                                     | Daniela Bianchi Eunice Gayson Martine Beswick Aliza Gur                             |
| Goldfinger                      | Pussy Galore Jill Masterson Tilly Masterson Dink Bonita                      | Honor Blackman Shirley Eaton Tania Mallet Margaret Nolan Nadja Regin                |
| Thunderball                     | Domino Derval Fiona Volpe Patricia "Pat" Fearing Paula Caplan Mlle. La Porte | Claudine Auger Luciana Paluzzi Molly Peters Martine Beswick Maryse Mitsouko         |
| You Only Live Twice             | Kissy Suzuki Aki Ling Helga Brandt                                           | Mie Hama Akiko Wakabayashi Tsai Chin Karin Dor                                      |
| On Her Majesty's Secret Service | Teresa di Vicenzo Nancy Ruby Bartlett                                        | Diana Rigg Catherine Schell Angela Scoular                                          |
| Diamonds Are Forever            | Tiffany Case Marie Plenty O'Toole Bambi Thumper                              | Jill St. John Denise Perrier Lana Wood Lola Larson Trina Parks                      |
| Live and Let Die                | Solitaire Rosie Carver Miss Caruso                                           | Jane Seymour Gloria Hendry Madeline Smith                                           |
| The Man with the Golden Gun     | Mary Goodnight Andrea Anders Saida Chew Mee                                  | Britt Ekland Maud Adams Carmen du Sautoy Francoise Therry                           |
| The Spy Who Loved Me            | Anya Amasova Harem Tent Girl Log Cabin Girl Naomi Felicca                    | Barbara Bach Felicity York Sue Vanner Caroline Munro Olga Bisera                    |
| Moonraker                       | Holly Goodhead Corinne Dufour Manuela Dolly Hostess Private Jet              | Lois Chiles Corinne Cléry Emily Bolton Blanche Ravalec Leila Shenna                 |
| For Your Eyes Only              | Melina Havelock Countess Lisl von Schlaf Bibi Dahl                           | Carole Bouquet Cassandra Harris Lynn-Holly Johnson                                  |
| Octopussy                       | Octopussy Magda Penelope Smallbone Bianca                                    | Maud Adams Kristina Wayborn Michaela Clavell Tina Hudson                            |
| A View to a Kill                | Stacey Sutton Kimberley Jones May Day Pola Ivanova Jenny Flex Pan Ho         | Tanya Roberts Mary Stävin Grace Jones Fiona Fullerton Alison Doody Papillon Soo Soo |
| The Living Daylights            | Kara Milovy Rosika Miklos Linda Rubavitch                                    | Maryam d'Abo Julie T. Wallace Kell Tyler Virginia Hey                               |
| Licence to Kill                 | Pam Bouvier Lupe Lamora Loti Della Churchill Leiter                          | Carey Lowell Talisa Soto Diana Lee-Hsu Priscilla Barnes                             |
| GoldenEye                       | Natalya Simonova Xenia Onatopp Caroline                                      | Izabella Scorupco Famke Janssen Serena Gordon                                       |
| Tomorrow Never Dies             | Wai Lin Paris Carver Prof. Inga Bergstrøm                                    | Michelle Yeoh Teri Hatcher Cecilie Thomsen                                          |
| The World Is Not Enough         | Dr. Christmas Jones Elektra King Dr. Molly Warmflash Giulietta da Vinci      | Denise Richards Sophie Marceau Serena Scott Thomas Maria Grazia Cucinotta           |
| Die Another Day                 | Giacinta "Jinx" Johnson Miranda Frost Peaceful Fountains of Desire           | Halle Berry Rosamund Pike Rachel Grant                                              |
| Casino Royale                   | Vesper Lynd Solange Dimitrios Valenka                                        | Eva Green Caterina Murino Ivana Miličević                                           |
| Quantum of Solace               | Camille Montes Strawberry Fields                                             | Olga Kurylenko Gemma Arterton                                                       |
| Skyfall                         | Sévérine Bond's Lover                                                        | Bérénice Marlohe Tonia Sotiropoulou                                                 |
| Spectre                         | Lucia Sciarra Madeleine Swann                                                | Monica Bellucci Léa Seydoux                                                         |

### phim không-phải-của-Eon
| Phim                                  | Bond girl                                                                                                  | Diễn viên                                                                                              |
| ------------------------------------- | --- | --- |
| Casino Royale (phim truyền hình 1954) | Valerie Mathis                                                                                             | Linda Christian                                                                                        |
| Casino Royale phim 1967               | Vesper Lynd Miss Goodthighs Miss Moneypenny Agent Mimi/Lady Fiona McTarry The Detainer Mata Bond Buttercup | Ursula Andress Jacqueline Bisset Barbara Bouchet Deborah Kerr Daliah Lavi Joanna Pettet Angela Scoular |
| Never Say Never Again phim 1983       | Domino Petachi Fatima Blush Patricia Fearing Lady in Bahamas Nicole                                        | Kim Basinger Barbara Carrera Prunella Gee Valerie Leon Saskia Cohen Tanugi                             |

### Video game
| Game                   | Bond girl                                                      | Diễn viên |
| ---------------------- | -------------------------------------------------------------- | --- |
| Agent Under Fire       | Zoe Nightshade Adrian Malprave Dr. Natalya Damescu             | Caron Pascoe (lồng tiếng) Eve Karpf (lồng tiếng) Beatie Edney (lồng tiếng) |
| Nightfire              | Dominique Paradis Zoe Nightshade Alura McCall Makiko Hayashi   | Lena Reno (lồng tiếng) Jeanne Mori (lồng tiếng) Kimberley Davies (lồng tiếng) Tamlyn Tomita (lồng tiếng)                                                                                        |
| Everything or Nothing  | Serena St. Germaine Dr. Katya Nadanova Miss Nagai Mya Starling | Shannon Elizabeth Heidi Klum Misaki Ito Mýa |
| GoldenEye: Rogue Agent | Pussy Galore Xenia Onatopp                                     | Jeannie Elias (lồng tiếng) Jenya Lano (lồng tiếng) |
| From Russia with Love  | Tatiana Romanova Eva Adara Elizabeth Stark                     | Daniela Bianchi (chân dung) Kari Wahlgren (lồng tiếng) Maria Menounos Natasha Bedingfield |
| Blood Stone            | Nicole Hunter                                                  | Joss Stone (chân dung and lồng tiếng) |
| GoldenEye 007          | Xenia Onatopp Natalya Simonova                                 | Kate Magowan (chân dung and lồng tiếng) Kirsty Mitchell (chân dung and lồng tiếng) |
| 007 Legends            | Holly Goodhead Tracy Draco Pam Bouvier Jinx Pussy Galore       | Jane Perry Diana Rigg (chân dung), Nicola Walker (lồng tiếng) Carey Lowell Gabriela Montaraz (chân dung), Madalena Alberto (lồng tiếng) Honor Blackman (chân dung), Natasha Little (lồng tiếng) |